# Comitas parvifusiformis
Comitas parvifusiformis is een slakkensoort uit de familie van de Pseudomelatomidae. De wetenschappelijke naam van de soort is voor het eerst geldig gepubliceerd in 2008 door Li & Li.